# Loiri Porto San Paolo

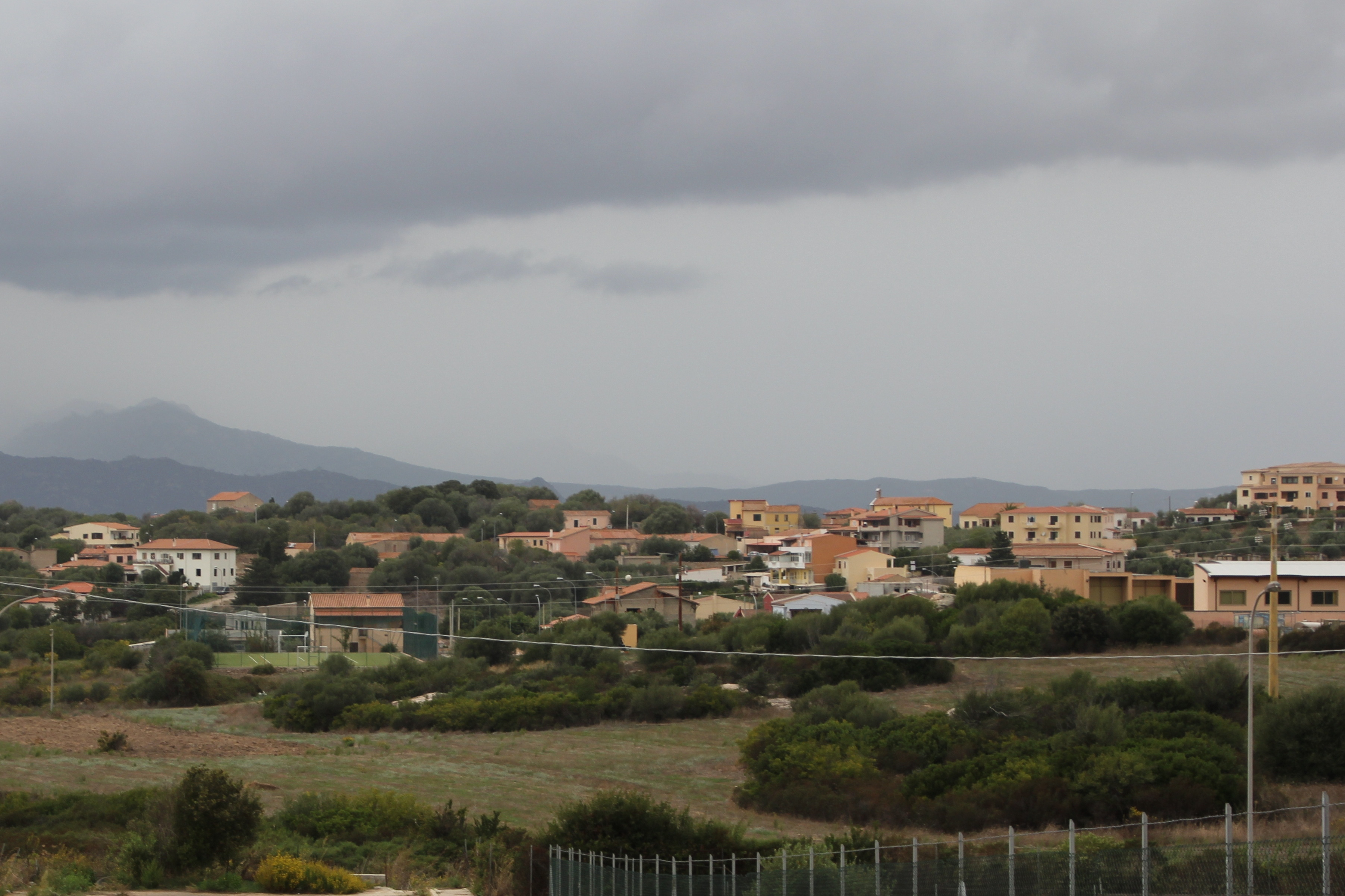
Loiri Porto San Paolo

Loiri Porto San Paolo là một đô thị ở tỉnh Olbia-Tempio trong vùng Sardegna, có khoảng cách khoảng 180 km về phía bắc của Cagliari và cách khoảng 7 km về phía nam của Olbia. Tại thời điểm ngày 31 tháng 12 năm 2004, đô thị này có dân số 2.508 người và diện tích là 117,8 km².
Loiri Porto San Paolo giáp các đô thị: Monti, Olbia, Padru, San Teodoro.